# Pedro Freire
Pedro Freire (São Paulo, 14 de novembro de 1980) é  um diretor, preparador de elenco e roteirista brasileiro conhecido por seu filme de estreia em longa-metragens Malu.

## Biografia
Pedro Freire nasceu em 14 de novembro de 1980, na cidade de São Paulo.  Filho do casamento de Herson Capri e Malu Rocha, Freire nasceu cercado pelas artes. Aos 18 anos foi para Madri estudar direção teatral na Casa da América.  Aos 21, se mudou para Cuba onde cursou direção cinematográfica na Escuela de San Antonio de Los Baños. 

## Filmografia

### Cinema
| Ano  | Titulo          | Diretor | Roteirista | Produtor | Nota           |
| ---- | --------------- | ------- | ---------- | -------- | -------------- |
| 2006 | Ver a Laura     | Sim     | Sim        | Não      | Curta-metragem |
| 2006 | Antessala       | Sim     | Sim        | Não      | Curta-metragem |
| 2009 | O Teu Sorriso   | Sim     | Sim        | Sim      | Curta-metragem |
| 2015 | Aspirantes      | Não     | Sim        | Não      |                |
| 2016 | Se por acaso    | Sim     | Sim        | Sim      | Curta-metragem |
| 2018 | Depois da Festa | Sim     | Sim        | Sim      | Curta-metragem |
| 2024 | Malu            | Sim     | Sim        | Não      | Longa-metragem |
| 2024 | A Fúria         | Não     | Sim        | Não      |                |

### Televisão
| Ano     | Titulo                                         | Diretor | Roteirista | Nota                                        |
| ------- | ---------------------------------------------- | ------- | ---------- | ------------------------------------------- |
| 2010    | Lu Alone                                       | Sim     | Não        |                                             |
| 2010-11 | Morando Sozinho                                | Sim     | Não        | 22 epsodios                                 |
| 2013    | As Canalhas                                    | Sim     | Sim        | 3 epsodios como diretor e 1 como roteirista |
| 2013    | Detetives do Prédio Azul                       | Sim     | Não        | 20 episodios                                |
| 2014    | Meu Pedacinho de Chão                          | Sim     | Não        | 96 capitulos                                |
| 2014    | Os Homens São de Marte...E é pra Lá que Eu Vou | Sim     | Não        | 1 epsodio                                   |
| 2015    | Sete Vidas                                     | Sim     | Não        | 3 capitulos                                 |

## Prêmios e indicações
| Ano  | Premiação                                 | Categoria                                         | Trabalho indicado | Resultado | Ref.   |
| ---- | ----------------------------------------- | ------------------------------------------------- | ----------------- | --------- | ------ |
| 2009 | Festival de Gramado                       | Melhor Filme em Curta-Metragem                    | O Teu Sorriso     | Indicado  | [ 3 ]  |
| 2009 | Festival de Gramado                       | Prêmio da Crítica                                 | O Teu Sorriso     | Venceu    | [ 3 ]  |
| 2009 | Festival de Gramado                       | Prêmio Canal Brasil                               | O Teu Sorriso     | Venceu    | [ 4 ]  |
| 2020 | Associação Paulista de Críticos de Arte   | Melhor Roteiro                                    | Aspirantes        | Venceu    | [ 5 ]  |
| 2024 | Festival Sundance de Cinema               | Melhor Filme                                      | Malu              | Indicado  | [ 6 ]  |
| 2024 | Festival do Rio                           | Melhor Filme                                      | Malu              | Venceu    | [ 7 ]  |
| 2024 | Festival do Rio                           | Melhor Roteiro                                    | Malu              | Venceu    | [ 8 ]  |
| 2024 | Festival Internacional de Cinema do Cairo | Melhor Primeiro ou Segundo Trabalho de um Diretor | Malu              | Venceu    | [ 9 ]  |
| 2024 | Kerala International Film Festival        | Melhor Filme (Suvarna Chakoram)                   | Malu              | Venceu    | [ 10 ] |
| 2024 | Prêmio Abraccine                          | Top 10 Longa-metragem brasileiro                  | Malu              | Top 10    | [ 11 ] |
| 2025 | Associação Paulista de Críticos de Arte   | Melhor Filme                                      | Malu              | Indicado  | [ 12 ] |
| 2025 | Associação Paulista de Críticos de Arte   | Prêmio Especial de Cinema                         | Malu              | Venceu    | [ 12 ] |
| 2025 | Prêmio Grande Otelo                       | Melhor Longa-Metragem de Ficção                   | Malu              | Indicado  | [ 13 ] |
| 2025 | Prêmio Grande Otelo                       | Melhor primeira direção de longa-metragem         | Malu              | Venceu    | [ 13 ] |
| 2025 | Prêmio Grande Otelo                       | Melhor roteiro original                           | Malu              | Venceu    | [ 13 ] |